# Tribu yazoo
Los yazoo fueron una tribu nativa de los Estados Unidos que se encontraba en el curso bajo del río Yazoo, en el estado de Misisipi, con una relación cercana con otras tribus, la más importante de las cuales era la de los tunica.
No existe ninguna certeza con respecto a su lengua, aunque parece ser que era similar a la de los tunica, aunque no era la misma. 

## Historia
En 1699 el padre Antone Davion, de las Misiones del Seminario de Quebec, estableció una misión entre los tunica, prestando también atención a otras tribus aliadas, como los taensa. Los yazoo, sin embargo, al igual que los chickasaw estaban bajo la influencia de los comerciantes ingleses de Carolina y, en 1702, apoyaron a los koroa en la muerte del padre Nicholas Foucault y tres compañeros franceses. A causa de estas muertes el padre Davion fue retirado temporalmente de su función.
En 1718 los franceses establecieron un fuerte cerca de la población, a fin de dominar el río. En 1722 el joven jesuita Jean Rouel fue encargado de la misión Yazoo, en las cercanías del puesto francés. Estuvo allí hasta el estallido de la guerra Natchez en 1729, cuando los yazoo y los koroa se aliaron con los natchez. El 28 de noviembre los natchez atacaron la guarnición francesa de su región, en Misisipi, matando a varios centenares de personas, incluyendo al Jesuita Paul Du Poisson, y llevándose a la mayor parte de las mujeres y los niños. Al tener conocimiento del suceso, los yazoo y los koroa, el 11 de diciembre de 1729, emboscaron y mataron al Padre Rouel cerca de su cabaña junto a su sirviente negro, que intentó defenderle. Al día siguiente atacaron el puesto vecino, matando a toda la guarnición. El cuerpo del Padre Rouel fue enterrado por las tribus. Su campana y algunos libros fueron posteriormente recuperados y devueltos por los quapaw. 
La Guerra Natchez fue un desastre para la Luisiana francesa, pero con la ayuda de los choctaw, los natchez y sus aliados los yazoo, fueron derrotados y dispersados. Algunos natchez y yazoo derrotados encontraron refugio entre los chickasaw.
- Datos: Q1335741